# Петровське (Щолковський міський округ)
Петро́вське (рос. Петровское) — село у складі Щолковського міського округу Московської області, Росія.

## Населення
Населення — 865 осіб (2010; 717 у 2002).
Національний склад (станом на 2002 рік):
- росіяни — 92 %